# کانتون پیچینچا
کانتون پیچینچا (به اسپانیایی: Cantón Pichincha) یک منطقهٔ مسکونی در اکوادور است که در Pichincha, Ecuador واقع شده‌است.